# Carlos Eugenio Restrepo
Carlos Eugenio Restrepo est un avocat, un journaliste et un homme d'État colombien, né le 12 septembre 1867 à Medellín et mort le 6 juillet 1937 à Medellín. Il est président de la République  entre 1910 et 1914.